# Relations entre la Belgique et la Croatie
Les relations entre la Belgique et la Croatie sont les relations extérieures bilatérales entre la Belgique et la Croatie, deux États membres de l'Union européenne. 

## Histoire

### Depuis l'adhésion croate à l'Union européenne
Le 26 juin 2017, Didier Reynders, ministre des Affaires étrangères, s'est rendu en visite officielle en Croatie pour rencontrer le Premier ministre croate Andrej Plenković ainsi que son homologue croate, Marija Pejčinović Burić (nouvellement nommée), en vue de renforcer la coopération entre les deux pays.

## Économie
Les liens économiques entre la Belgique et la Croatie sont qualifiés de « modeste » selon le ministère des Affaires étrangères belge.

## Sources

## Compléments